# Iisaari
Iisaari är en ö i Finland. Den ligger i sjön Iso-Ii och Pikku-Ii och i kommunen Idensalmi i den ekonomiska regionen  Övre Savolax ekonomiska region  och landskapet Norra Savolax, i den centrala delen av landet, 400 km norr om huvudstaden Helsingfors. Öns area är 31,5 hektar och dess största längd är 1,3 kilometer i nord-sydlig riktning.